# Micpe Hila
Micpe Hila nebo jen Hila (hebrejsky מִצְפֵּה הִלָּה, doslova „Hilská vyhlídka“ v oficiálním přepisu do angličtiny Hilla, též přepisováno jako Mitzpe Hila) je vesnice typu společná osada (jišuv kehilati) v Izraeli, v Severním distriktu, v Oblastní radě Ma'ale Josef.

## Geografie
Leží v nadmořské výšce 495 metrů, v západní části Horní Galileji, cca 13 kilometrů od břehů Středozemního moře a 6 kilometrů od libanonských hranic. Osada je situována nad jižním svahem kaňonu, kterým protéká vádí Nachal Kaziv. Nedaleko odtud stojí nad tímto údolím ruiny křižáckého hradu Montfort. Nad údolím se táhnou prudké svahy, které severovýchodně od Micpe Hila vybíhají do vrchu Har Ziv. Do údolí Nachal Kaziv směřuje od západní strany obce také boční vádí Nachal Bartut. Další vádí směřují od obce k západu. Je to Nachal Ša'al a jeho přítok Nachal Nachat.
Obec se nachází cca 3 kilometry severozápadně od města Ma'alot-Taršicha, cca 115 kilometrů severoseverovýchodně od centra Tel Avivu a cca 33 kilometrů severovýchodně od centra Haify. Micpe Hila obývají Židé, přičemž osídlení v tomto regionu je etnicky smíšené. Zcela židovská je oblast západně odtud, směrem k Izraelské pobřežní planině, i na severní straně při hranicích s Libanonem. Na jižní a východní straně začíná území s vyšším podílem obcí, které obývají izraelští Arabové. Jen 1 kilometr na jihovýchod tak například stojí menší arabské město Mi'ilja.
Micpe Hila je na dopravní síť napojena pomocí místní komunikace, jež vede přes město Mi'ilja a ústí pak do dálnice 89, spojující Ma'alot-Taršicha s pobřežím (město Naharija).

## Dějiny
Vesnice Micpe Hila byla založena v roce 1980. Vznikla s podporou Židovské agentury jako součást programu ha-Micpim be-Galil (המצפים בגליל, doslova „Galilejské vyhlídky“), který v Galileji vytvářel nové vesnice, jež měly posílit židovské demografické pozice v oblastech s dosavadní převahou Arabů. Původně se zde usadilo jen 7 rodin, které v počáteční fázi pobývaly v provizorních prefabrikovaných příbytcích. Zpočátku byly vztahy mezi osadníky a obyvateli sousední arabské obce Mi'ilja vyostřené, ale postupně se uklidňovaly. Ani během arabských nepokojů v říjnu 2000, na počátku druhé intifády, zde nedošlo k násilnostem.
V Micpe Hila fungují zařízení předškolní péče. Základní škola je ve vesnici Me'ona. Dále je tu k dispozici synagoga a knihovna.
V Micpe Hila žil izraelský desátník Gilad Šalit, který byl 25. června 2006 unesen palestinskými radikály do Pásma Gazy.

## Demografie
Obyvatelstvo v Micpe Hila je sekulární. Podle údajů z roku 2014 tvořili naprostou většinu obyvatel v Micpe Hila Židé (včetně statistické kategorie "ostatní", která zahrnuje nearabské obyvatele židovského původu ale bez formální příslušnosti k židovskému náboženství).
Jde o menší sídlo vesnického typu s dlouhodobě stagnující populací. K 31. prosinci 2014 zde žilo 576 lidí. Během roku 2014 populace stoupla o 1,8 %.
| Rok            | 1983 | 1995 | 2001 | 2003 | 2004 | 2005 | 2006 | 2007 | 2008 | 2009 | 2010 | 2011 | 2012 | 2013 | 2014 |
| -------------- | ---- | ---- | ---- | ---- | ---- | ---- | ---- | ---- | ---- | ---- | ---- | ---- | ---- | ---- | ---- |
| Počet obyvatel | 61   | 289  | 376  | 444  | 490  | 528  | 572  | 601  | 612  | 552  | 532  | 533  | 555  | 566  | 576  |